# Chrudim (distrikt)
Chrudim (tjeckiska: Okres Chrudim) är ett distrikt i Pardubice i Tjeckien. Centralort är Chrudim.
Chrudim har en yta på 992,62 km² och 103 266 invånare. Landskapet är ganska platt. Den största sjön är Sečdammen, med en yta på 2,2 km². Chrudimka är regionens längsta flod, 104 km lång. Industriella centra är Chrudim (mekanisk industri, textil- och livsmedelsindustri), Hlinsko (elektroteknik, textil) och Skuteč (textil).
I distriktet finns ett sjukhus, 303 läkare, 52 tandläkare och 18 apotek. Det finns 57 förskolor, 47 grundskolor och 3 gymnasieskolor.

## Komplett lista över städer och byar
(städer är fetmarkerade)
- Chrudim
- Běstvina
- Biskupice
- Bítovany
- Bojanov
- Bor u Skutče
- Bořice
- Bousov
- Bylany
- Ctětín
- Čankovice
- České Lhotice
- Dědová
- Dolní Bezděkov
- Dřenice
- Dvakačovice
- Hamry
- Heřmanův Městec
- Hlinsko
- Hluboká
- Hodonín
- Holetín
- Honbice
- Horka
- Horní Bradlo
- Hošťalovice
- Hrochův Týnec
- Hroubovice
- Chrast
- Chroustovice
- Jeníkov
- Jenišovice
- Kameničky
- Kladno
- Klešice
- Kněžice
- Kočí
- Kostelec u Heřmanova Městce
- Krásné
- Krouna
- Křižanovice
- Lány
- Leštinka
- Libkov
- Liboměřice
- Licibořice
- Lipovec
- Lozice
- Lukavice
- Luže
- Míčov-Sušice
- Miřetice
- Mladoňovice
- Morašice
- Mrákotín
- Nabočany
- Načešice
- Nasavrky
- Orel
- Ostrov
- Otradov
- Perálec
- Podhořany u Ronova
- Pokřikov
- Prachovice
- Proseč
- Prosetín
- Předhradí
- Přestavlky
- Raná
- Rabštejnská Lhota
- Ronov nad Doubravou
- Rosice
- Rozhovice
- Řestoky
- Seč
- Skuteč
- Slatiňany
- Smrček
- Sobětuchy
- Stolany
- Střemošice
- Studnice
- Svídnice
- Svratouch
- Tisovec
- Trhová Kamenice
- Trojovice
- Třemošnice
- Třibřichy
- Tuněchody
- Úherčice
- Úhřetice
- Vápenný Podol
- Včelákov
- Vejvanovice
- Vítanov
- Vojtěchov
- Vortová
- Vrbatův Kostelec
- Všeradov
- Vysočina
- Vyžice
- Zaječice
- Zájezdec
- Zderaz
- Žlebské Chvalovice
- Žumberk